# BMW i5
La BMW i5 est une berline électrique produite par le constructeur automobile allemand BMW à partir d'octobre 2023[réf. souhaitée]. Il s'agit de la version électrique de la Série 5 de huitième génération, basée sur une plateforme multi-énergies.

## Présentation
La BMW i5 est présentée le 24 mai 2023 et est disponible à la commande dans la foulée à un prix minimum de 76 200 € en France.
L'i5 reprend le design de la Série 5 ; le contour de la calandre peut être illuminé.
Concernant l'habitacle, l'i5 reçoit un double écran disposé de manière incurvée (BMW Curved Display). L'écran dédié à l'instrumentation a une taille de 12,3 pouces, contre 14,9 pouces pour l'info-divertissement. Ce dernier permet de jouer aux jeux vidéos lors des temps de recharge.
L'i5 sera par ailleurs déclinée en break en 2024,.

## Caractéristiques techniques
L'i5 est dotée d'une fonction de conduite semi-autonome inédite, permettant de changer de voie grâce à un simple regard, détecté à l'aide d'une caméra située dans le rétroviseur extérieur.
La berline allemande propose également, pour la variante sportive M60, une suspension adaptative dotée d'amortisseurs à commande électronique, ainsi que quatre roues directrices.

### Motorisations
Dans un premier temps, l'i5 est disponible avec une version normale, l'eDrive 40 (propulsion, moteur électrique délivrant 250 kW / 340 ch, couple maxi de 430 N m), et une version sportive, la M60 xDrive (quatre roues motrices, puissance cumulée de 442 kW / 601 ch, couple maxi de 820 N m).

### Batterie et autonomie
L'i5 bénéficie d'une batterie Lithium-ion d'une capacité de 82 kWh.
L'eDrive 40 a une autonomie de 477 à 582 km, contre 455 à 516 km pour la M60.

### Recharge
La berline allemande dispose d'un chargeur embarqué de 11 kW de série. Un chargeur 22 kW est proposé en option. La puissance de recharge en courant continu atteint jusqu'à 205 kW. Au mieux, passer de 10 à 80 % de charge serait possible en 30 min.